# Karl Andrejewitsch Gailis
Karl Andrejewitsch Gailis (russisch Карл Андреевич Гайлис bzw. lettisch Kārlis Gailis; * 19. Apriljul. / 1. Mai 1888greg. bei Gulbene; † 4. Januar 1960 in Moskau) war ein lettisch-sowjetischer Revolutionär, Politiker und Justizfunktionär.

## Leben
Gailis trat 1906 der Sozialdemokratie Lettlands (Latvijas sociāldemokrātija, LSD bzw. Социал-демократия Латышского края, СДЛК / SDLK) bei. Die Parteiarbeit führte ihn aber rasch nach Sankt Petersburg, wo er für die bolschewistische Fraktion der SDAPR tätig wurde. Er arbeitete im Verlag Прибой (Priboi; dt. Brandung) und die Zeitung Правда (Prawda; dt. Wahrheit). Er war Vertreter der SDLK bei der bolschewistischen Fraktion in der 4. Staatsduma. 1916 wurde er Mitglied des ZK der SDLK.
Nach der Februarrevolution 1917 war er zunächst Mitglied des Wolmarer, dann des Petrograder Sowjets. Er war Delegierter des Ersten Sowjetkongresses im Juni 1917, auf dem er in die Zentrale Wahlkommission gewählt wurde, und Delegierter des VI. Parteitages der SDAPR(B) im August 1917. Er war einer der Organisatoren und Mitglied des Revolutionskomitees der 12. Armee. Er nahm aktiv an der Oktoberrevolution in Petrograd teil und war Delegierter des Zweiten Sowjetkongresses (November 1917). Er war Mitglied des Petrograder Militärrevolutionären Komitees und des Stabes des Petrograder Militärbezirkes. Im März 1919 nahm er als einziger lettischer Vertreter am Gründungskongress der Komintern teil.
Gailis gehörte zu den führenden Politikern der ersten Lettischen SSR (1918–1920).
Er war Mitglied des Exekutivkomitees des Lettischen Sowjets und Mitglied des ZK der KP Lettlands. 1919 wurde er Volkskommissar für Arbeit der Lettischen SSR.
Nach dem Fall der Sowjetmacht in Lettland floh Gailis nach Moskau, wo er anschließend für das Volkskommissariat für Justiz arbeitete. Er wurde Mitglied des Präsidiums des Obersten Gerichtshofes der RSFSR und Mitglied des Obersten Gerichtshofes der UdSSR. Von 1933 bis 1939 war er Mitglied des Transportkollegiums des Obersten Gerichtshofes der UdSSR. Von 1939 bis 1952 war er Seniorberater des Obersten Gerichtshofes der RSFSR, anschließend ging er in den Ruhestand.
Gailis wurde mit dem Leninorden ausgezeichnet.